# 고영기
고영기(高英起, 1966년 7월 10일~)는 재일 한국인 언론인이다.
데일리 NK 재팬의 편집장을 역임하고 있으며, 조선민주주의인민공화국의 체제에 대해 자주 다루고 있다.

## 단저
- 『고체비여, 탈북의 강을 건너라―중조 국경 체재기―』(신쵸샤 , 2012년 ISBN 978-4-10-333011-0)
- '김정은 핵을 가진 아기 짱군, 그 모습' (다카라지마사 , 2013년 ISBN 978-4800213273)

### 공저
- ' 김정은의 조선민주주의인민공화국 격변하는 인민 라이프와 권력 의 내막 '
- '조선민주주의인민공화국 팝스의 세계' (하나덴샤 , 2015년 ISBN 978-4763407306)
- ‘조선’의 정체(대양도서, 2015년 ISBN 978-4813072355)

### 칼럼
- 고영기의 무자비한 견문록